# Río Tarija
El río Tarija es un corto río boliviano perteneciente a la cuenca del Plata, es uno de los afluentes del río Bermejo.

## Geografía
El río Tarija, nace en el departamento de Tarija, de la confluencia de los ríos Nuevo Guadalquivir y Camacho en las coordenadas (21°41′11″S 64°36′42″O / -21.68639, -64.61167) cerca de la población de Uriondo, tiene una longitud total de 184 kilómetros en dirección norte-sur-este hasta su confluencia con el río Itaú, para así formar el río Grande de Tarija en la frontera boliviano-argentina.

## Principales afluentes
- Río Salinas
- Río Chiquiacá
- Río Lajitas
- Río Pampa Grande

- Datos: Q13405485
- Multimedia: Tarija River / Q13405485